# Lin Shaye
Linda Shaye (Detroit, Míchigan 12 de octubre de 1943) es una actriz estadounidense. Ella es considerada como una reina del grito debido a sus papeles en varias franquicias o películas de terror incluyendo A Nightmare on Elm Street, Critters, Insidious, Dead End, 2001 Maniacs y su secuela 2001 Maniacs: Field of Screams, Alone in the Dark, Amityville: A New Generation, Tales of Halloween, Abattoir, Ouija y su precuela Ouija: El origen del mal. Shaye también es conocida por sus papeles cómicos en muchas películas de los hermanos Farrelly, incluyendo Dumb and Dumber, Kingpin, y There's Something About Mary.

## Primeros años
Shaye nació en Detroit, Míchigan, hija de Dorothy (née Katz), una ama de casa, y Max Mendle Shaye, un pintor y dueño del supermercado. Su hermano es el director de cine Robert Shaye. Su familia es judía; su madre nació en Rusia, y sus abuelos paternos eran de Rumania. Shaye estudió actuación en la Universidad de Míchigan antes de que se trasladara a Nueva York para aparecer en producciones de Off Broadway. En 1977, se mudó a Los Ángeles para continuar su carrera como actriz.

## Carrera
En 1974, hizo su debut en el cine con un pequeño papel en Hester Street, seguido por pequeños papeles en varias películas y programas de televisión. En 1978, apareció en la película Camino al sur dirigida y protagonizada por Jack Nicholson. Desde entonces ha aparecido en un gran número de películas. Muchas eran de su hermano, Robert Shaye, Cofundador y ex co-CEO de New Line Cinema, como su papel como la señora Flynn en la película de 1990 Book of Love, que dirigió Robert Shaye. Actuó en la película  Critters en 1986. Su primer papel en el ámbito cómico fue el de la señora Nuegeboren Dos tontos muy tontos (1994), de los hermanos Farrelly. Shaye también apareció en la comedia de 1996 Kingpin, también de los hermanos Farrelly, y luego obtuvo un papel como la vecina Magda de Cameron Díaz en la exitosa película de 1998 There's Something About Mary. Siguió en 1999 en el film Cero en conducta como la madre que libraba una guerra personal contra la banda Kiss.
Shaye también ha aparecido en cuatro películas del director Walter Hill: Forajidos de leyenda (1980), El gran despilfarro (1985), Prejuicio extremo (1987) y El último hombre (1996). En 2003, apareció junto a Cuba Gooding Jr. y Horatio Sanz en Boat Trip como Sonya. Ese mismo año coprotagonizó junto a Ray Wise y Alexandra Holden la película de terror de culto Dead End como Laura Harrington. Más recientemente, fue vista en el thriller Serpientes en el avión. También apareció en la película 2001 Maniacs en el papel de la abuela Boone.

## Vida personal
Shaye se ha casado dos veces. Su primer marido murió en 1968. En 1988, se casó con el actor Clayton Landey, con quien apareció en 2002 en Wish You Were Dead. La pareja tuvo un hijo antes de divorciarse en 2003.

## Filmografía

### Cine
| Año  | Título                                  | Rol                                     | Notas |
| ---- | --------------------------------------- | --------------------------------------- | --- |
| 1975 | Hester Street                           | Ramera                                  | |
| 1977 | Sex and the Married Woman               | Sandra                                  | Película para televisión |
| 1978 | Goin' South                             | Dama de la sombrilla                    | |
| 1979 | The Triangle Factory Fire Scandal       | Freida                                  | Película para televisión |
| 1979 | The Seeding of Sarah Burns              | Enfermera #2                            | Película para televisión |
| 1980 | The Long Riders                         | Kate                                    | |
| 1980 | A Cry for Love                          | -                                       | Película para televisión |
| 1982 | Alone in the Dark                       | Receptionista en Haven                  | |
| 1982 | Jekyll and Hyde... Together Again       | Enfermera con telegrama                 | |
| 1984 | Summer Fantasy                          | Mujer en la playa                       | Película para televisión |
| 1984 | A Nightmare on Elm Street               | Profesora                               | |
| 1984 | Why Me?                                 | -                                       | |
| 1985 | Brewster's Millions                     | Periodista en el Rally                  | |
| 1986 | Critters                                | Sally                                   | |
| 1987 | Extreme Prejudice                       | Administrativa en la oficina de empleo. | |
| 1987 | Slam Dance                              | Bibliotecaria                           | |
| 1987 | The Hidden                              | Carol Miller                            | |
| 1987 | The Running Man                         | Oficial de Propaganda                   | |
| 1988 | Critters 2: The Main Course             | Sal                                     | |
| 1988 | Lucky Stiff                             | Madre de niño peleador                  | |
| 1990 | Book of Love                            | Sra. Flynn                              | |
| 1990 | Pump Up the Volume                      | PTA Padre #3                            | |
| 1992 | Roadside Prophets                       | Celeste                                 | |
| 1993 | Loaded Weapon 1                         | Testigo                                 | |
| 1993 | The Temp                                | Rosemary                                | |
| 1993 | Three of Hearts                         | Operadora                               | |
| 1993 | Amityville: A New Generation            | Enfermera Turner                        | |
| 1993 | Even Cowgirls Get the Blues             | Empleada en Rubber Rose                 | |
| 1994 | Corrina, Corrina                        | Niñera                                  | |
| 1994 | Wes Craven's New Nightmare              | Enfermera                               | |
| 1994 | Dumb & Dumber                           | Sra. Neugeboren                         | |
| 1995 | The Nature of the Beast                 | Carol Powell                            | |
| 1996 | Kingpin                                 | Casera                                  | |
| 1996 | Last Man Standing                       | La Madame                               | |
| 1998 | Living Out Loud                         | Enfermera de Lisa                       | |
| 1998 | There's Something About Mary            | Magda                                   | Nominada—Blockbuster Entertainment Award for Favorite Supporting Actress – Comedy                                                                    |
| 1999 | Detroit Rock City                       | Sra. Bruce                              | |
| 2001 | Say It Isn't So                         | Enfermera Bautista                      | |
| 2002 | Wish You Were Dead                      | Jinny Macintosh                         | |
| 2003 | Who's Your Daddy?                       | Señorita Harding                        | |
| 2003 | Boat Trip                               | Entrenadora Sonya                       | |
| 2003 | National Lampoon's Barely Legal         | Tequila                                 | |
| 2003 | Dumb and Dumberer: When Harry Met Lloyd | Margie                                  | |
| 2003 | Dead End                                | Laura Harrington                        | Nominada—Fangoria Chainsaw Award for Best Supporting Actress                                                                                         |
| 2003 | Stuck on You                            | Nena del maquillaje                     | |
| 2004 | The Hillside Strangler                  | Jenny Buono                             | |
| 2004 | The Latin Lover                         | Emilia                                  | Cortometraje |
| 2004 | A Cinderella Story                      | Sra. Wells                              | |
| 2004 | Cellular                                | Conductora de auto exótico              | |
| 2005 | Hate Crime                              | Kathleen Slansky                        | |
| 2005 | Confessions of an Action Star           | Samantha Jones                          | |
| 2005 | 2001 Maniacs                            | Abuela Boon                             | |
| 2005 | Drop Dead Sexy                          | Ma Muzzy                                | |
| 2006 | Unbeatable Harold                       | Jeannie                                 | |
| 2006 | Bachelor Party Vegas                    | Cassandra                               | |
| 2006 | Hood of Horror                          | Clara                                   | |
| 2006 | Snakes on a Plane                       | Grace                                   | |
| 2006 | Driftwood                               | Nancy Forrester                         | |
| 2006 | Pledge This!                            | Señorita Prin                           | |
| 2006 | Hoboken Hollow                          | Sra. Brodrick                           | |
| 2007 | Homo Erectus                            | Guía del museo                          | |
| 2007 | Kush                                    | Susan                                   | |
| 2008 | Killer Pad                              | Marge                                   | |
| 2008 | Asylum                                  | Madre de String                         | |
| 2009 | My Sister's Keeper                      | Enfermera Adele                         | |
| 2009 | American Cowslip                        | Lou Anne                                | |
| 2010 | Small Town Saturday Night               | Phyllis                                 | |
| 2010 | 2001 Maniacs: Field of Screams          | Granny Boone                            | |
| 2010 | Killer by Nature                        | Leona Whitmore                          | |
| 2011 | Insidious                               | Elise Reiner                            | Fangoria Chainsaw Award for Best Supporting Actress Fright Meter Award for Best Supporting Actress Nominada—Saturn Award for Best Supporting Actress |
| 2011 | Sedona: The Motion Picture              | Claire                                  | |
| 2011 | A Good Old Fashioned Orgy               | Dody                                    | |
| 2011 | Chillerama                              | Enfermera Maleva                        | |
| 2011 | Take Me Home                            | Jill                                    | |
| 2011 | Rosewood Lane                           | Sra. Hawthorne                          | |
| 2012 | The Three Stooges                       | Enfermera del jardín de infancia        | |
| 2012 | Jewtopia                                | Dra. Sutton                             | |
| 2013 | Insidious: Chapter 2                    | Elise Reiner                            | |
| 2013 | Crazy Kind of Love                      | Denise Mack                             | También conocida como Long Time Gone |
| 2013 | Big Ass Spider!                         | Sra. Jefferson                          | |
| 2014 | The Signal                              | Mirabelle                               | |
| 2014 | Grace: The Possession                   | Helen                                   | |
| 2014 | Ouija                                   | Paulina Zander                          | |
| 2015 | Insidious: Chapter 3                    | Elise Reiner                            | |
| 2015 | Tales of Halloween                      | Madre de Lynn                           | |
| 2015 | Helen Keller vs. Nightwolves            | Helen Keller                            | |
| 2016 | Abattoir                                | Allie                                   | |
| 2016 | Buster's Mal Heart                      | Pauline                                 | |
| 2016 | Ouija: El origen del mal                | Paulina Zander                          | |
| 2017 | Grow House                              | Sra. Gilliam                            | |
| 2017 | The Black Room                          | Sra. Black                              | |
| 2018 | Insidious: The Last Key                 | Elise Reiner                            | |
| 2018 | The Final Wish                          | Kate Hammond                            | |
| 2019 | Room for Rent                           | Joyce                                   | También productora |
| 2020 | The Call                                | Edith Cranston                          | |
| 2020 | The Grudge                              | Faith Matheson                          | |
| 2021 | Ted Bundy: American Boogeyman           | Mrs. Bundy                              | |
| 2023 | Insidious: The Red Door                 | Elise Reiner                            | Cameo |

### Televisión
| Año  | Título                                 | Rol                          | Notas                                                                          |
| ---- | -------------------------------------- | ---------------------------- | ------------------------------------------------------------------------------ |
| 1977 | Eight Is Enough                        |                              | Episodio: "The Return of Auntie V"                                             |
| 1985 | The New Twilight Zone                  | Kate Simmons                 | Episodio: "Chameleon"                                                          |
| 1986 | Cagney & Lacey                         | Secretaria                   | Episodio: "DWI"                                                                |
| 1986 | Falcon Crest                           | Prisionera fememina fumadora | Episodio: "Unholy Alliances"                                                   |
| 1987 | Who's the Boss?                        | Sra. Padnick                 | Episodio: "Mona"                                                               |
| 1988 | Highway to Heaven                      | Lila Barnes                  | Episodio: "A Mother's Love"                                                    |
| 1991 | Life Goes On                           | Padre #2                     | Episodio: "Life After Death"                                                   |
| 1993 | Sisters                                | Anfitriona de pesadilla #2   | Episodio: "Sleepless in Winnetka"                                              |
| 1994 | My So-Called Life                      | Madre #2                     | Episodio: "Guns and Gossip"                                                    |
| 1996 | Frasier                                | Anne                         | Episodio: "The Focus Group"                                                    |
| 1997 | Perversions of Science                 | La enfermera                 | Episodio: "Dream of Doom"                                                      |
| 1998 | Becker                                 | Sra. Cooper                  | Episodio: "Take These Pills and Shove 'Em"                                     |
| 2002 | Contagion                              | Laura Crowley                | Telefillme                                                                     |
| 2004 | Crossing Jordan                        | Leather Lauren               | Episodio: "Is That Plutonium in Your Pocket, or Are You Just Happy to See Me?" |
| 2006 | My Name Is Earl                        | Madre de Paul                | Episodio: "Number One"                                                         |
| 2007 | Dirty Sexy Money                       | Leslie Donovan               | Episodio: "The Game"                                                           |
| 2009 | ER                                     | Margaret                     | Episodio: "And in the End..."                                                  |
| 2013 | Private Practice                       | Sra. Taylor                  | Episodio: "Full Release"                                                       |
| 2015 | Things You Shouldn't Say Past Midnight | Sra. Abramson                | 3 episodios                                                                    |
| 2016 | American Gothic                        | Lila                         | Episodio: "The Artist in His Museum"                                           |
| 2019 | EastSiders                             | Diane                        | 2 episodios                                                                    |
| 2020 | Penny Dreadful: City of Angels         | Dottie Minter                | 6 episodios                                                                    |

## Premios y nominaciones
| Añi  | Premiación                            | Categoría                            | Trabajo                      | Resultado |
| ---- | ------------------------------------- | ------------------------------------ | ---------------------------- | --------- |
| 1999 | Blockbuster Entertainment Awards      | Actriz de reparto favorita - Comedia | There's Something About Mary | Nom       |
| 2002 | Method Fest Independent Film Festival | Mejor actriz de reparto              | —                            | Ganadora  |
| 2004 | Peñíscola Comedy Film Festival        | Mejor actriz                         | Dead End                     | Ganadora  |
| 2005 | Breckenridge Festival Of Film         | Mejor actriz de reparto              | Hate Crime                   | Ganadora  |
| 2005 | Fangoria Chainsaw Awards              | Mejor actriz de reparto              |                              | Nom       |
| 2012 | Cyber-Horror Awards                   | Mejor actriz de reparto              | Insidious                    | Nom       |
| 2012 | Fangoria Chainsaw Awards              | Mejor actriz de reparto              | Insidious                    | Ganadora  |
| 2012 | Fright Meter Awards                   | Mejor actriz de reparto              | Insidious                    | Ganadora  |
| 2012 | Saturn Awards                         | Mejor actriz de reparto              | Insidious                    | Nom       |
| 2014 | Fright Meter Awards                   | Mejor ensamble                       | Insidious: Chapter 2         | Nom       |
| 2016 | Fright Meter Awards                   | Mejor ensamble                       | Insidious: Chapter 3         | Nom       |